# Yves Claude Jourdain
Yves Claude Jourdain est un homme politique français né le 15 juillet 1749 à Brest (Finistère) et décédé le 14 mai 1828 à Rennes (Ille-et-Vilaine).

## Biographie
Avocat, il est juge au tribunal d'appel de Rennes. Il est élu député d'Ille-et-Vilaine au Conseil des Anciens le 27 germinal an VII et devient secrétaire de ce conseil. Opposé au coup d'État du 18 Brumaire, il finit par se rallier au Premier Empire. Il est nommé président de chambre à la cour d'appel de Rennes en 1811 et est de nouveau député d'Ille-et-Vilaine de 1811 à 1815.

## Sources
- « Yves Claude Jourdain », dans Adolphe Robert et Gaston Cougny, Dictionnaire des parlementaires français, Edgar Bourloton, 1889-1891 [détail de l’édition]